# Ameerega smaragdinus
Ameerega smaragdinus  (trước đây là Epipedobates smaragdinus) là một loài ếch trong họ Dendrobatidae. Môi trường sống tự nhiên của nó là rừng đất thấp ẩm, sông, đầm lầy nước ngọt, và các đầm lầy nước ngọt có nước theo mùa tại khu vực nhiệt đới và cận nhiệt đới tại miền trung Peru. Loài đang bị đe dọa bởi mất môi trường sống.